# Đuro Gašparović
Đuro Gašparović (Golubinci, 1951. június 20. –) szerémi katolikus püspök.

1. 1 2  Catholic-Hierarchy.org (angol nyelven). (Hozzáférés: 2023. április 15.)